# Chaetostoma riedelianum
Chaetostoma riedelianum är en tvåhjärtbladig växtart som beskrevs av Célestin Alfred Cogniaux. Chaetostoma riedelianum ingår i släktet Chaetostoma och familjen Melastomataceae. Inga underarter finns listade i Catalogue of Life.